# Egeón
En la mitología griega, Egeón (en griego: Αἰγαίων, Aigaíōn o Αἰγαίος, Aigaíos, «del Egeo»; en latín: Aegaeon o Aegean; «cabruno» o «tormentoso») era un antiguo dios del mar, perteneciente a la generación de los Titanes. A menudo es entendido como la personificación del mar Egeo, al que dio nombre como monstruo epónimo. Como suele suceder con otros personajes secundarios en la mitología, las diferentes versiones de Egeón son difíciles de conciliar, ya que ningún mitógrafo ha revelado si se trata de personajes diferentes o el mismo en diferentes contextos.

### Egeón, otro nombre de Briareo
La primera mención de Egeón ya aparece en la Ilíada, tan sólo como el nombre que los mortales emplean para referirse al centímano Briareo, el más fuerte de los hijos de Urano y Gea. Homero también especifica que Briareo es el nombre utilizado por los dioses. La vinculación de Briareo con el mar ya queda explícita en la Teogonía, en donde se puede leer que tanto Briareo como sus dos hermanos habitan en las profundidades del Océano. Ion también alude al mismo episodio descrito en la Ilíada en donde Tetis pide auxilio a Egeón para liberar a Zeus de sus ataduras. No obstante lo imagina como hijo de Talasa, personificación femenina del mar, sin especificar la filiación paterna. Para complicar el asunto al menos un autor alegaba que los nombres de Egeón, Briareo y Gíes se referían todos al mismo personaje.

### Egeón, un titán marino
Otra tradición de Egeón aparece en el poema perdido de la Titanomaquia, en donde es descrito como un hijo de Gea y Ponto, el mar primordial, y que, como morador del mar, fue aliado de los titanes en su lucha contra Zeus y los otros Cronidas. A Egeón le pertenecían las celebérrimas columnas de Heracles. No obstante Egeón no aparece en la Teogonía, en donde se describe la descendencia ortodoxa de Ponto y Gea, a saber: Forcis, Taumante, Nereo, Ceto y Euribia, descritos como una suerte de titanes marinos.

### Egeón, uno de los gigantes
Los mitógrafos tienden a confundir a los titanes con los gigantes, y así sus nombres oscilan como participantes en las grandes teomaquias: la Titanomaquia y la Gigantomaquia. Egeón es descrito esta vez como uno de los gigantes y que poseía la capacidad de producir terremotos a su paso debido a su inconmensurable tamaño.

## Otros personajes homónimos
Es importante no confundir al gigante Egeón, anteriormente descrito, con uno de los Licaónidas, esto es, uno de los cincuenta hijos de Licaón.